# Changchun

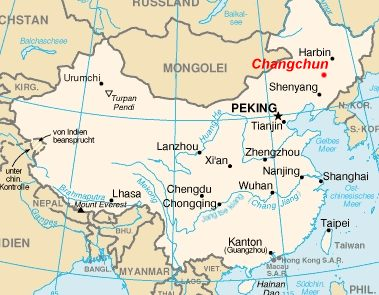
Lage Changchuns in China

Changchun oder deutsch Tschangtung, nach Lessing-Othmer Tschangtschun (chinesisch 長春市 / 长春市, Pinyin Chángchūn Shì, IPA (hochchinesisch) [ʈʂʰǎŋ.ʈʂʰwə́n]), ist die Hauptstadt der Provinz Jilin im Nordosten der Volksrepublik China und eine der 15 provinzunmittelbaren Städte des Landes. Sie hat 3.411.209 Einwohner in der Innenstadt (Stand: Zensus 2010) und 9.066.906 im gesamten Stadtgebiet (Stand: Zensus 2020).

## Geographie

### Fläche und Klima
Das Verwaltungsgebiet von Changchun hat eine Fläche von 20.571 km².
Die Jahresdurchschnittstemperatur beträgt 4,9 °C, die Jahresniederschlagssumme 616 mm. Das Klima ist kontinental bei kalten und relativ trockenen Wintern und feucht-warmen Sommern.
|                       | Jan   | Feb   | Mär  | Apr  | Mai  | Jun  | Jul  | Aug  | Sep  | Okt  | Nov  | Dez   |   |      |
| Mittl. Tagesmax. (°C) | −10,4 | −6,3  | 2,7  | 13,5 | 21,7 | 26,0 | 27,9 | 26,4 | 21,3 | 13,0 | 1,8  | −7,2  | ⌀ | 10,9 |
| Mittl. Tagesmin. (°C) | −21,6 | −18,5 | −9,2 | 0,4  | 8,3  | 14,6 | 18,6 | 16,8 | 9,4  | 1,5  | −8,8 | −17,7 | ⌀ | −0,4 |
|                       |       |       |      |      |      |      |      |      |      |      |      |       |   |      |
| Niederschlag (mm)     | 4     | 5     | 9    | 22   | 42   | 91   | 184  | 128  | 61   | 34   | 12   | 4     | Σ | 596  |
|                       |       |       |      |      |      |      |      |      |      |      |      |       |   |      |
| Sonnenstunden (h/d)   | 6,3   | 7,2   | 7,9  | 8,8  | 8,1  | 7,6  | 7,6  | 7,6  | 6,9  | 5,6  | 5,6  | 5,4   | ⌀ | 7    |
|                       |       |       |      |      |      |      |      |      |      |      |      |       |   |      |
| Luftfeuchtigkeit (%)  | 68    | 63    | 55   | 51   | 51   | 67   | 78   | 80   | 71   | 64   | 66   | 68    | ⌀ | 65,2 |

| −21,6 |

| −18,5 |

| −9,2 |

| 0,4 |

| 8,3 |

| 14,6 |

| 18,6 |

| 16,8 |

| 9,4 |

| 1,5 |

| −8,8 |

| −17,7 |

| −21,6 |

| −18,5 |

| −9,2 |

| 0,4 |

| 8,3 |

| 14,6 |

| 18,6 |

| 16,8 |

| 9,4 |

| 1,5 |

| −8,8 |

| −17,7 |

### Administrative Gliederung
Auf Kreisebene setzt sich Changchun aus sieben Stadtbezirken, einem Kreis und drei kreisfreien Städten zusammen. Diese sind (Stand: Zensus 2010):
- Stadtbezirk Chaoyang (朝阳区), 346 km², 827.189 Einwohner, Zentrum, Sitz der Stadtregierung;
- Stadtbezirk Erdao (二道区), 965 km², 619.940 Einwohner;
- Stadtbezirk Jiutai (九台区), 2.857 km², 611.670 Einwohner;
- Stadtbezirk Kuancheng (宽城区), 877 km², 680.631 Einwohner,
- Stadtbezirk Lüyuan (绿园区), 338 km², 810.551 Einwohner;
- Stadtbezirk Nanguan (南关区), 535 km², 876.959 Einwohner,
- Stadtbezirk Shuangyang (双阳区), 1.677 km², 377.803 Einwohner;
- Kreis Nong’an (农安县), 5.236 km², 960.759 Einwohner, Hauptort: Großgemeinde Nong’an (农安镇);
- Stadt Dehui (德惠市), 3.016 km², 748.369 Einwohner;
- Stadt Yushu (榆树市), 4.724 km², 1.160.568 Einwohner.

Ehemals Teil von Changchun:
- Stadt Gongzhuling (公主岭市), 4.058 km², 1.040.000 Einwohner (2004).

### Bevölkerung
Beim Zensus 2000 wurden für das gesamte Verwaltungsgebiet Changchuns 7.135.439 Einwohner gezählt.
| Name des Volkes | Einwohner | Anteil (in Prozent) |
| --------------- | --------- | ------------------- |
| Han             | 6.883.310 | 96,47               |
| Manju           | 0142.998  | 02,0                |
| Koreaner        | 0049.588  | 00,69               |
| Hui             | 0043.692  | 00,61               |
| Mongolen        | 0011.106  | 00,16               |
| Xibe            | 00000685  | 00,01               |
| Zhuang          | 00000533  | 00,01               |
| Miao            | 00000522  | 00,01               |
| Sonstige        | 00003.005 | 00,04               |

Bevölkerungsentwicklung der Agglomeration laut UN
In dem eigentlichen urbanen Siedlungsraum der Stadt lebten 2017 knapp 4,2 Millionen Einwohner. Die restliche Bevölkerung lebt im ländlichen Umland. Aufgrund der voranschreitenden Urbanisierung wird bis 2035 mit 5,5 Millionen Einwohnern in der Agglomeration gerechnet.
| Jahr | Einwohnerzahl |
| ---- | ------------- |
| 1950 | 765.000       |
| 1960 | 1.111.000     |
| 1970 | 1.255.000     |
| 1980 | 1.655.000     |
| 1990 | 2.350.000     |
| 2000 | 2.892.000     |
| 2010 | 3.577.000     |
| 2017 | 4.152.000     |

## Wirtschaft
Changchun ist eine der wichtigsten Industriestädte im Norden Chinas. Die Stadt beherbergt Stahlwerke und eine Vielzahl metallverarbeitender Betriebe. Das Fahrzeugwerk Nummer 1 (China FAW Group) war einmal der größte Hersteller von Autos in China und betreibt seit 1991 zusammen mit Volkswagen/Audi und Toyota zwei große Joint Ventures in der Stadt. 2004 wurde das Fahrzeugwerk Nummer 2 eingeweiht. Jährlich werden 660.000 VW-Fahrzeuge hergestellt und 9.000 Menschen sind in den Fahrzeugwerken beschäftigt. Eine weitere Ausbaustufe zur größten chinesischen Autostadt ist geplant. Seit 1999 hat Changchun auch seine eigene internationale Automesse. Die China Changchun International Automobile Fair 2009 war mit 130 in- und ausländischen Ausstellern die bisher größte Veranstaltung. Aber auch der Automobilhersteller Zxauto betreibt hier sein Zweitwerk.
Weitere Wirtschaftsfaktoren sind
- die Landwirtschaft: Die Gegend um Changchun umfasst 1,1 Millionen Hektar kultiviertes Land;
- die Filmindustrie: Seit 1992 finden die Changchun-Filmfestspiele statt und
- der Eisenbahnverkehr: Changchun ist ein wichtiger Eisenbahnknoten, von dem Verbindungen nach Russland, Korea und in zahlreiche chinesische Provinzen führen. Die im Bau befindlichen Schnellverbindungen Peking-Harbin und Dalian-Harbin sollen durch Changchun führen.

Laut einer Studie aus dem Jahr 2014 erwirtschafte Changchun ein Bruttoinlandsprodukt von 124,46 Milliarden US-Dollar in Kaufkraftparität. In der Rangliste der wirtschaftsstärksten Metropolregionen weltweit belegte sie damit den 108. Platz. Das BIP pro Kopf liegt bei 16.413 US-Dollar (KKB). Das BIP pro Kopf wuchs 2000 bis 2014 im Durchschnitt um 12,4 % jährlich.

## Kultur und Sehenswürdigkeiten

### Museum und Gastronomie

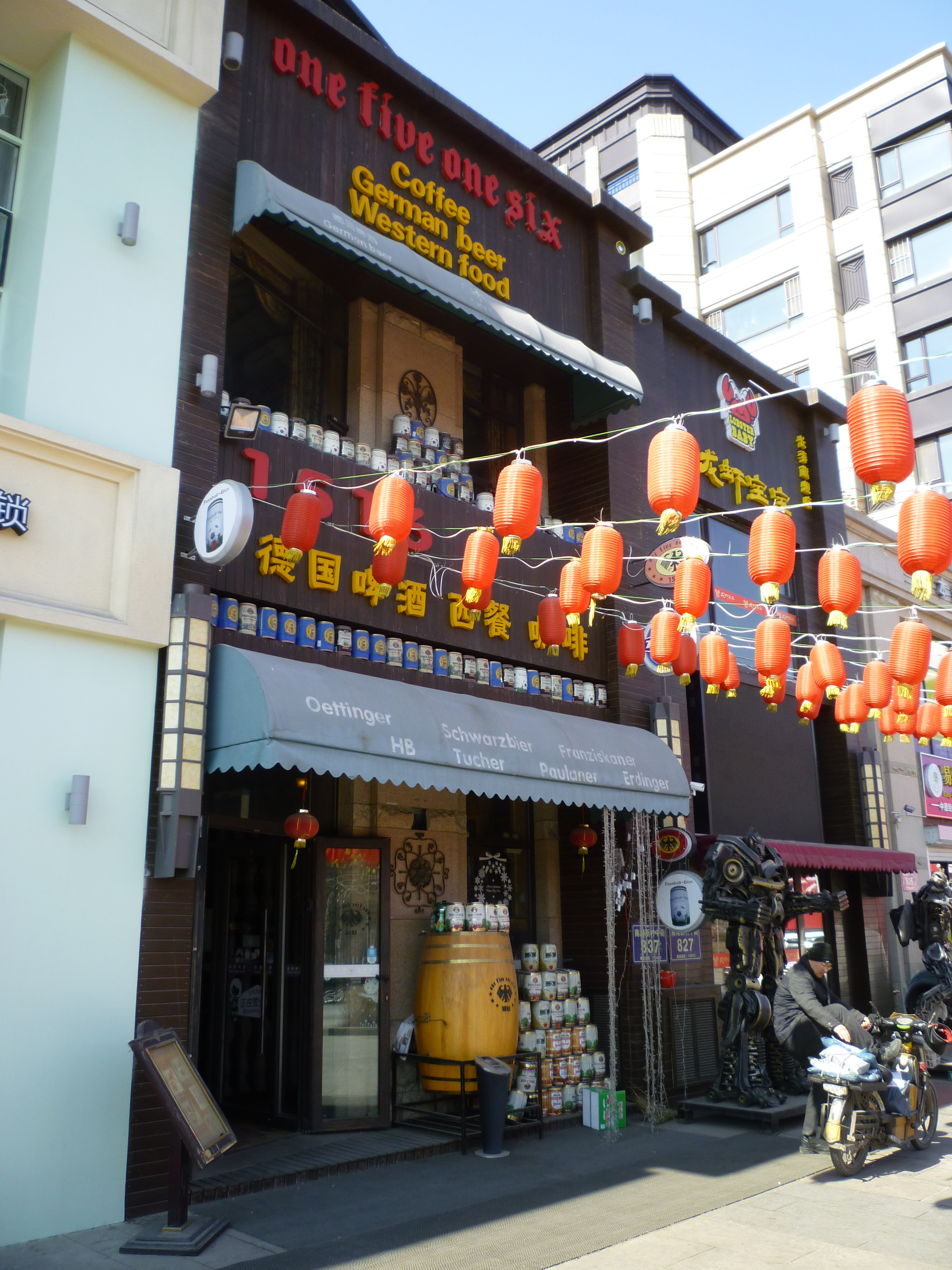
Deutsches Restaurant im Ort

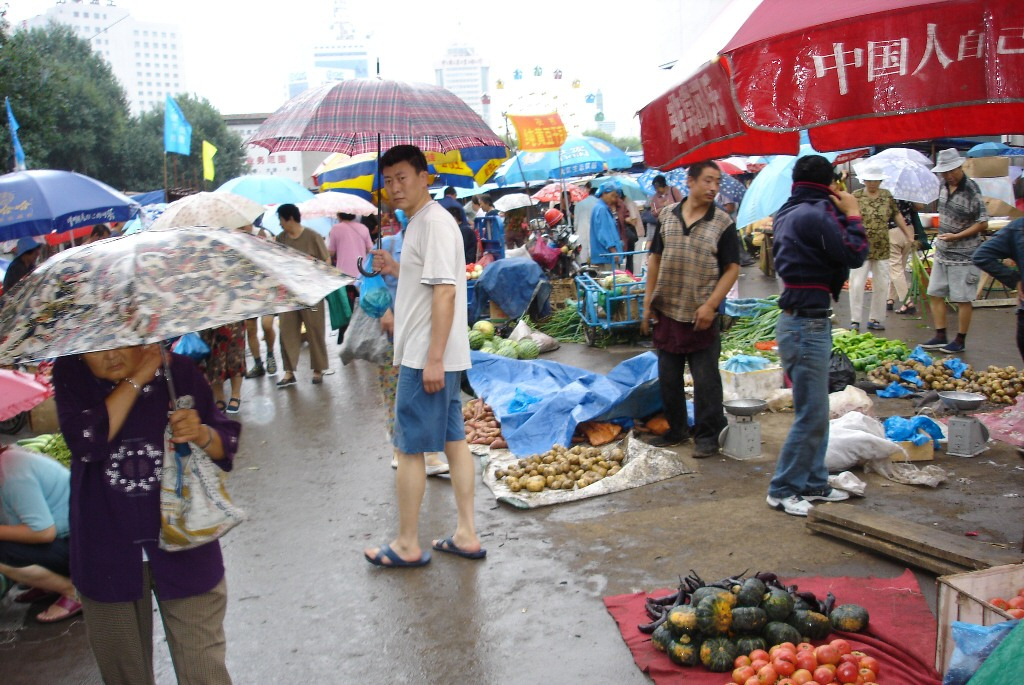
Markt in Changchun

Eine nennenswerte Sehenswürdigkeit ist der Kaiserpalast, in welchem der von den Japanern eingesetzte Kaiser von Mandschukuo, Puyi, residierte.

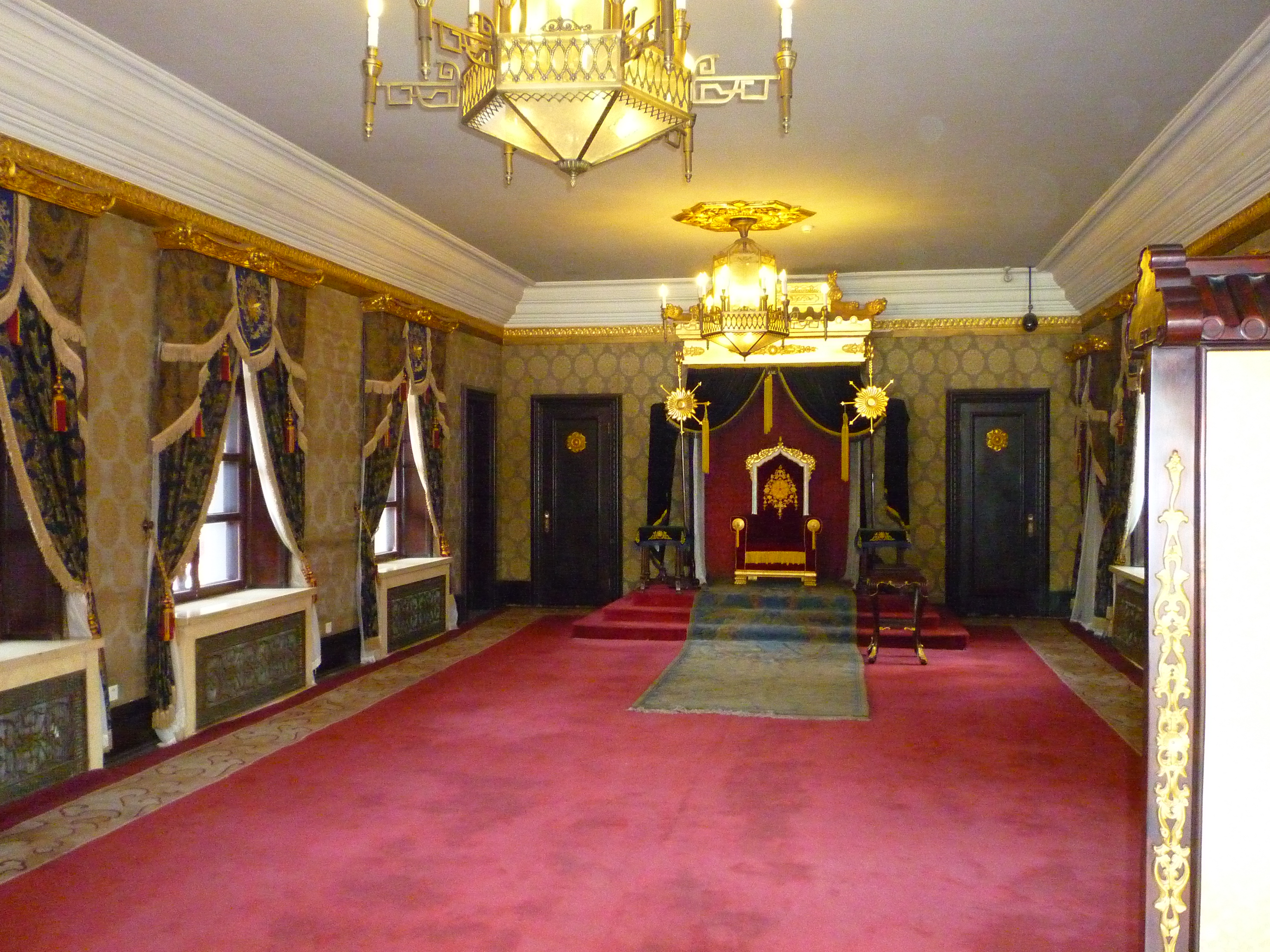
Puyis Thronsaal

Seit 2010 gibt es in Changchun das von Rolf Giesen gegründete International Animation, Comics & Games Museum.

### Bildung
In Changchun befinden sich die Jilin-Universität (JLU), die Nordost Normal Universität und die Changchun Universität für Wissenschaft und Technik. Außerdem befindet sich hier das Jilin Huaqiao Fremdsprachen Institut. An der Nordost Normal Universität ist das Institute for the History of Ancient Civilizations angesiedelt, das 1984 als erstes altertumswissenschaftliches Universitätsinstitut in China gegründet wurde, das Journal of Ancient Civilizations herausgibt und jährlich bis zu vier auswärtige Forscher als Gastprofessoren beschäftigt. So waren bereits Rainer Hannig, Bernhard Kytzler, Fritz-Heiner Mutschler, Carl Joachim Classen, David A. Warburton, Maria Rybakova, Burkhard Fehr und Sven Günther in der Stadt tätig. Der Mathematiker Tassilo Küpper war 1988 Honorarprofessor an der Jilin-Universität.

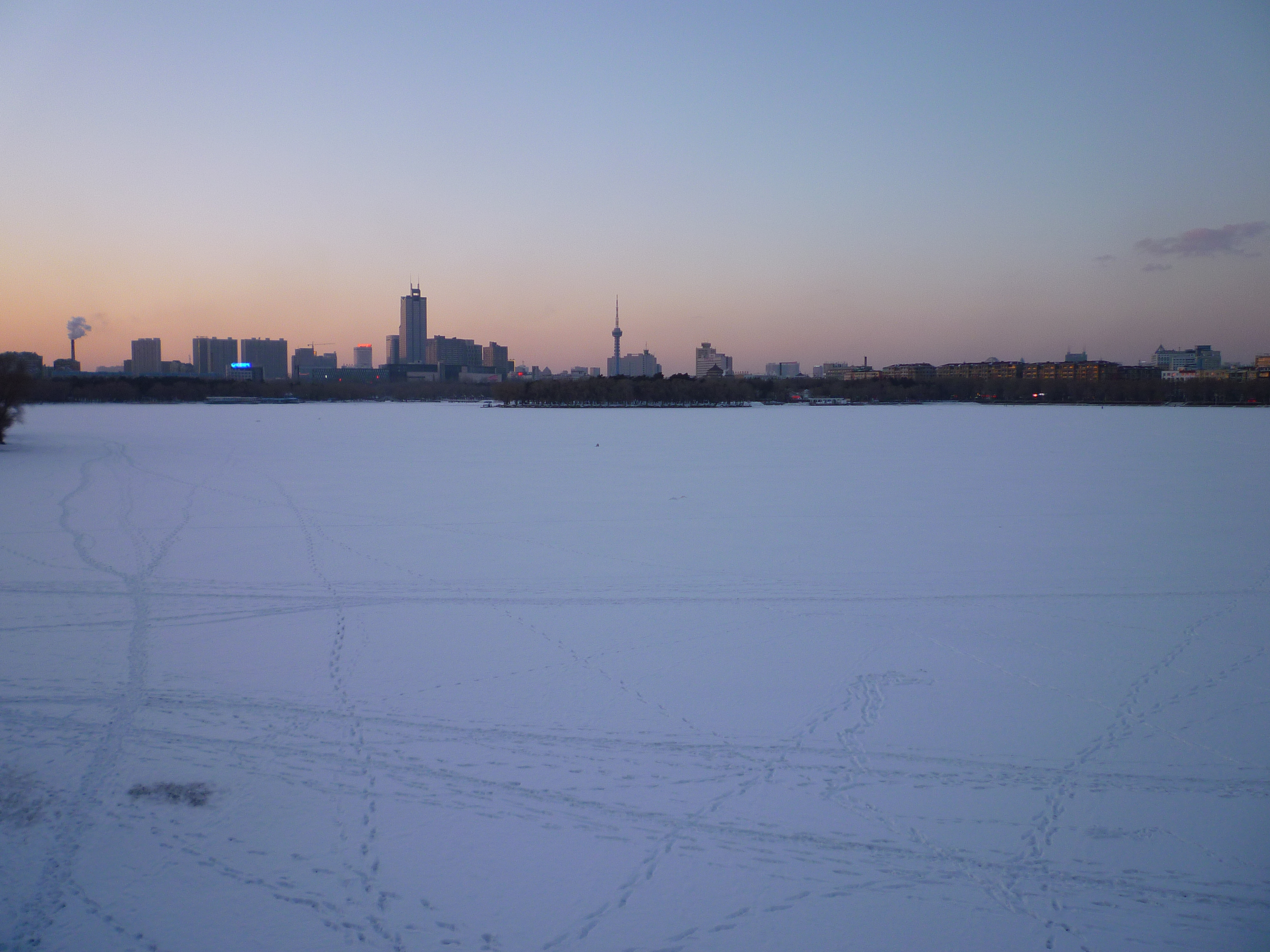
Skyline von Changchun, im Vordergrund der Nanhu-See

### Kultur und Sport
Im Jahr 2003 etablierte die Chinesische Sport-Organisation im Umfeld von Changchun das Vasaloppet China Festival mit einem Skilanglauf-Wettbewerb in abgestuften Längen, den Vasaloppet China, und umfassenden Kulturveranstaltungen.
2007 wurden die Asien-Winterspiele in Changchun abgehalten.

## Geschichte

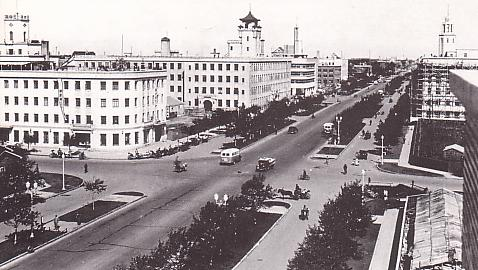
Datong-Allee in Xinjing (Changchun), 1939

Im 18. Jahrhundert war Changchun eine kleine Handelsstadt. Erst 1906 bekam die Stadt eine größere Bedeutung, als sich hier die japanische Südmandschurische Eisenbahn und die russische Chinesische Osteisenbahn trafen.
Nachdem Japan 1931 in der Mandschurei-Krise die Mandschurei besetzt und den Satellitenstaat Mandschukuo ausgerufen hatte, wurde die Stadt 1932 die Hauptstadt des Staates. Der Name wurde in Xinjing (新京,  Xīnjīng, veraltet nach Post Hsinking, jap. Shinkyō), zu Deutsch „Neue Hauptstadt“, geändert. Die Stadt erfuhr ein enormes Wachstum und große Alleen und Regierungsanlagen wurden gebaut. Außerdem wurde hier die erste japanische Hochgeschwindigkeitsstrecke des Ajia von Changchun nach Dalian gebaut.
Im Jahr 1945 wurde die Stadt bei der sowjetischen Invasion der Mandschurei von der Roten Armee besetzt. Die Truppen plünderten die Stadt. Bis 1956 behielt die Sowjetunion eine Präsenz in der Stadt und baute die erste Automobil-Produktionsstätte auf. Der auf einem Ford-Modell beruhende Jiefang-LKW (deutsch „Befreiung“) und die Rote Flaggen-Limousinen wurden hier bis 1987 produziert.
Während des Chinesischen Bürgerkriegs wurde die Stadt 1946 von der Kuomintang besetzt. Von März bis Oktober 1948 wurde die Stadt durch KPCh-Truppen belagert und anschließend erobert. Dabei starben bis zu einer Million Menschen, viele davon verhungerten. In der offiziellen chinesischen Geschichtsschreibung galt der „Sieg“ von Changchun als eines der friedlichsten und als „unblutiges“ Kapitel des ruhmreichen Befreiungskampfes des Volkes, Opferzahlen wurden nicht erwähnt.
1954 wurde Changchun Hauptstadt der Provinz Jilin.
Im Januar 2006 erhielt der deutsche Städteplaner Albert Speer den Zuschlag für die Planung und Errichtung einer Automobil-Produktionsstätte, die mit 120 km² doppelt so groß wie Shanghais Autocity Anting ist. Die Ansiedlung von 300.000 Beschäftigten war in dem Projekt mit inbegriffen, die meisten Bauarbeiten wurden bereits beendet (Stand 2017). Das Ende des Projekts für 2022 geplant.[veraltet] Changchun soll nach den Plänen der Stadtregierung damit zu einem Detroit des Ostens werden. Schon jetzt ist sie Chinas zweitgrößter Automobilstandort.

## Stadterweiterung
Die Stadt Changchun vollzieht seit den 2000er Jahren eine umfassende städtebauliche Expansion, die durch ehrgeizige Planungsvorhaben und internationale Kooperationen geprägt ist. Die Stadterweiterung folgt einem strategischen Entwicklungsansatz, der vier Hauptentwicklungsgebiete identifiziert und das prognostizierte Bevölkerungswachstum von derzeit 3,2 Millionen auf 5 Millionen Einwohner innerhalb von zehn bis fünfzehn Jahren bewältigen soll.
Das bedeutendste Expansionsprojekt ist die „Changchun International Automobile City“, eine 120 km² große Stadterweiterung im Südwesten der Stadt, die als Satellitenstadt für 300.000 Einwohner konzipiert wurde. Dieses Vorhaben basiert auf einem internationalen Wettbewerb von 2005, den das deutsche Planungsbüro Albert Speer & Partner gewann. Das Projekt gilt als wegweisend für Chinas Automobilindustrie und wurde bewusst als „Detroit des Ostens“ positioniert. Die Umsetzung begann 2007 mit dem Bau der technischen Infrastruktur und des zentralen Parks sowie eines Regierungs- und Verwaltungsgebäudes.
Ein zweites großangelegtes Erweiterungsvorhaben ist die „JingYue Ecological City“, für die Albert Speer & Partner 2008 einen weiteren internationalen Wettbewerb gewann. Dieses Projekt umfasst 53 km² und ist für 500.000 Einwohner konzipiert, mit einer Geschossfläche von 18,2 Millionen m² für Wohnnutzung und 13,8 Millionen m² für Büronutzung. Der Masterplan integriert traditionelle chinesische Stadtbauprinzipien mit nachhaltiger Entwicklungsplanung und einem öffentlichen Verkehrsnetz aus Metro-Linien, Fahrrad- und Fußwegen. Die städtebauliche Gliederung erfolgt durch vorhandene Wasserläufe und Grüngürtel in sechs Stadtviertel mit jeweils 60.000 bis 100.000 Einwohnern.
Die „Jingyue High-tech Industrial Development Zone“, bereits 1995 als Tourismusentwicklungszone etabliert und 2012 zur nationalen Hochtechnologie-Entwicklungszone aufgewertet, erstreckt sich über 478,7 km² im Südosten Changchuns. Diese Zone weist eine Grünflächenabdeckung von über 65 Prozent auf und beherbergt 15 Hochschulen, 70 wissenschaftliche Forschungseinrichtungen sowie 784 Hochtechnologieunternehmen. Die Entwicklung folgt dem Konzept einer ökologischen Distriktbildung, die nachhaltige Wirtschaftsentwicklung mit gesellschaftlichen und bevölkerungsbezogenen Aspekten verbindet.
Parallel entstehen spezialisierte Entwicklungszonen wie die „Changchun Automobile Economic and Technological Development Zone“, die sich als Kern der Automobilindustrie auf 110 km² erstreckt und sechs Hauptautomobilhersteller beherbergt: FAW Hongqi, FAW Jiefang, FAW Bestune, FAW-Volkswagen, FAW Fengyue und Audi FAW New Energy Vehicle. Diese Zone erreichte 2022 ein Bruttoinlandsprodukt von 101 Milliarden Yuan und einen industriellen Gesamtproduktionswert von 411,41 Milliarden Yuan.
Die städtebauliche Expansion wird durch großmaßstäbliche Infrastrukturprojekte begleitet, darunter die „Changchun High-Tech City“ im Süden der Stadt, die fünf Türme unterschiedlicher Höhe umfasst, wobei der höchste 250 Meter erreicht. Diese Entwicklung zwischen Grüngürtel und Universität zielt auf die Ansiedlung von Hochtechnologieunternehmen zur Förderung des Strukturwandels und zur Stärkung des Dienstleistungssektors ab.
Die Erweiterungsstrategie orientiert sich an kompakter und verdichteter Bauweise zur Begrenzung des Landverbrauchs und sieht die unmittelbare Anbindung neuer Stadtteile an die vorhandene Stadtstruktur vor, um den Erschließungsaufwand gering zu halten. Durch frühzeitige Verabschiedung von Regionalentwicklungs-, Flächennutzungs- und Bauleitplänen sollen unkoordinierte Inselprojekte verhindert werden. Die Gesamtstrategie verfolgt das Ziel einer integrierten Stadtentwicklung, die ökologische, wirtschaftliche und soziale Aspekte miteinander verbindet und Changchun als führendes Zentrum der chinesischen Automobilindustrie etabliert.

## Partnerstädte
Changchun hat Partnerschaften mit dem kanadischen Québec und der grönländischen Hauptstadt Nuuk.
Außerdem werden folgende 18 Städtepartnerschaften aufgelistet:
| Stadt        | Land                   | seit | Typ                |
| ------------ | ---------------------- | ---- | ------------------ |
| Birmingham   | Vereinigtes Königreich | 1983 | Partnerstadt       |
| Ch’ongjin    | Nordkorea              | 2003 | Partnerstadt       |
| Hjørring     | Dänemark               | 2017 | Partnerstadt       |
| Krasnojarsk  | Russland               | 2014 | Partnerstadt       |
| Little Rock  | Vereinigte Staaten     | 1994 | Partnerstadt       |
| Masterton    | Neuseeland             | 1996 | Partnerstadt       |
| Minsk        | Belarus                | 1992 | Partnerstadt       |
| Montreuil    | Frankreich             | 2008 | Partnerstadt       |
| Mora         | Schweden               | 2005 | Partnerstadt       |
| Novi Sad     | Serbien                | 1981 | Partnerstadt       |
| Plowdiw      | Bulgarien              | 2009 | Städtefreundschaft |
| Prachin Buri | Thailand               | 2009 | Städtefreundschaft |
| Sendai       | Japan                  | 1980 | Partnerstadt       |
| Tijuana      | Mexiko                 |      | Partnerstadt       |
| Ulan-Ude     | Russland               | 2000 | Partnerstadt       |
| Ulsan        | Südkorea               | 1994 | Partnerstadt       |
| Warrnambool  | Australien             | 2012 | Städtefreundschaft |
| Windsor      | Kanada                 | 1992 | Partnerstadt       |
| Wolfsburg    | Deutschland            | 2006 | Städtefreundschaft |
| Žilina       | Slowakei               | 1992 | Partnerstadt       |

## Söhne und Töchter der Stadt
- Liu Binyan 刘宾雁 (1925–2005), Journalist
- Ei-ichi Negishi (1935–2021), japanischer Chemiker
- Hiroshi Nakai (1942–2017), japanischer Politiker
- Hwang Sok-yong (* 1943), südkoreanischer Autor
- John Xiao Zhang (* 1949), Autor und Hochschullehrer
- Zhao Weichang (* 1950), Eisschnellläufer
- Cheng Yonghua (* 1954), Diplomat
- Liu Xiaobo 刘晓波 (1955–2017), Schriftsteller, Systemkritiker und Menschenrechtler
- Wang Wenyi 王文怡 (* 1959) Pathologin und Journalistin
- Zhang Jun (* 1960), Diplomat
- Ye Qiaobo (* 1964), Eisschnellläuferin
- Niu Lijie (* 1969), Fußballspielerin
- Teng Wei (* 1974), Fußballspielerin
- Li Jiajun (* 1975), Shorttracker
- Chen Lu 陈露 (* 1976), Eiskunstläuferin
- Yang Yang 杨阳< (* 1977), Eisschnellläuferin
- Li Weifeng 李玮锋 (* 1978), Fußballspieler
- Sun Dandan (* 1978), Shorttrackläuferin und -trainerin
- Wang Chunlu (* 1978), Shorttrackläuferin und -trainerin
- Zang Haili (* 1978), Fußballspieler und -trainer
- Li Chengjiang 李成江 (* 1979), Eiskunstläufer
- Li Geliang (* 1981), Skilangläufer
- Li Ye (* 1983), Shorttracker
- Wang Hao 王皓 (* 1983), Tischtennisprofi
- Ran Deng 邓冉 (* 1989), Pianistin
- Li Haonan (* 1991), Shorttracker
- Li Zijun 李子君 (* 1996), Eiskunstläuferin